# St. Meinrad
St. Meinrad – jednostka osadnicza w Stanach Zjednoczonych, w stanie Indiana, w hrabstwie Spencer.